# 김승회
김승회(金承會, 1981년 2월 11일 ~ )는 전 KBO 리그 두산 베어스의 투수이다.

## 선수 시절

### 두산 베어스 시절
2003년에 2차 5라운드 지명을 받아 입단했다. 2007년까지 장기인 빠른 속구를 앞세워 중간 계투로 좋은 활약을 했지만, 공익근무요원 대체 복무 후 구속이 올라오지 않아 투구 스타일을 기교파로 바꿨다. 2011년에는 선발 투수로서의 가능성을 보여줬다. 그리고 이듬해인 2012년에 처음으로 세 자릿수 이닝 이상을 소화하고 6승 7패, 4점대 평균자책점을 기록해 선발진의 한 축을 구성했다.

### 롯데 자이언츠시절
2012년 11월 28일에 FA를 통해 두산 베어스에 복귀한 홍성흔의 보상 선수로 지명돼 이적했다. 주로 롱 릴리프로 등판하다가, 2014년 김성배의 부진으로 인해 마무리로 보직을 변경했다. 보직 변경후 20세이브를 기록하는 동안 블론 세이브를 단 3번만 기록해 성공적으로 마무리 보직에 정착하는 듯 했으나 2015년 시즌 초반에 마무리로 불안한 모습을 보이며 선발과 불펜을 오갔다. 2015년 시즌 39경기에 등판해 6점대 평균자책점, 7승 3패, 2세이브, 2홀드를 기록했다.

### SK 와이번스시절
2015년 12월 7일, FA를 통해 이적한 윤길현의 보상 선수로 지명돼 이적했다. 23경기에 등판하해 1승 1패, 5점대 평균자책점을 기록하고 2016년 7월 6일 경기 후 1군에 올라오지 못했다.
시즌 후 FA 자격을 얻었으나 부진한 성적으로 인해 FA를 신청하지 않았지만 방출됐다.

### 두산 베어스복귀
방출 후 1억원에 계약하며 복귀했다. 2017년 시즌 후 FA 자격을 얻었고 2018년 1월 15일에 잔류했다. 2020년 공식 등판 기록 없이 시즌을 끝냈고, 은퇴 의사를 밝혔다.

## 별명
- 경기 중 땀을 상당히 많이 흘려 '땀승회'라고 불린다.

## 출신 학교
- 서울역삼초등학교
- 배명중학교
- 배명고등학교
- 탐라대학교

## 통산 기록
| 연도 | 팀명   | 평균자책점 | 경기 | 완투 | 완봉 | 승 | 패 | 세 | 홀 | 승률  | 타자 | 이닝  | 피안타 | 피홈런 | 볼넷 | 사구 | 탈삼진 | 실점 | 자책점 |
| ---- | ------ | ---------- | ---- | ---- | ---- | -- | -- | -- | -- | ----- | ---- | ----- | ------ | ------ | ---- | ---- | ------ | ---- | ------ |
| 2003 | 두산   | 4.38       | 34   | 0    | 0    | 1  | 3  | 0  | 6  | 0.250 | 217  | 51.1  | 47     | 3      | 20   | 4    | 40     | 27   | 25     |
| 2005 | 두산   | 4.00       | 7    | 0    | 0    | 0  | 1  | 0  | 0  | 0.000 | 39   | 9     | 8      | 2      | 3    | 1    | 7      | 4    | 4      |
| 2006 | 두산   | 3.95       | 61   | 0    | 0    | 6  | 5  | 0  | 10 | 0.545 | 343  | 79.2  | 82     | 4      | 36   | 2    | 68     | 41   | 35     |
| 2007 | 두산   | 4.54       | 42   | 0    | 0    | 2  | 6  | 0  | 8  | 0.250 | 376  | 83.1  | 93     | 12     | 32   | 4    | 36     | 45   | 42     |
| 2010 | 두산   | 4.24       | 25   | 0    | 0    | 0  | 1  | 0  | 2  | 0.000 | 165  | 40.1  | 38     | 6      | 10   | 2    | 26     | 20   | 19     |
| 2011 | 두산   | 4.68       | 24   | 0    | 0    | 3  | 3  | 0  | 0  | 0.500 | 282  | 65.1  | 61     | 7      | 33   | 6    | 53     | 39   | 34     |
| 2012 | 두산   | 4.04       | 24   | 0    | 0    | 6  | 7  | 0  | 0  | 0.462 | 497  | 120.1 | 109    | 9      | 38   | 4    | 62     | 62   | 54     |
| 2013 | 롯데   | 5.30       | 53   | 0    | 0    | 4  | 7  | 2  | 8  | 0.364 | 368  | 73    | 92     | 6      | 29   | 3    | 54     | 49   | 43     |
| 2014 | 롯데   | 3.05       | 54   | 0    | 0    | 1  | 2  | 20 | 4  | 0.333 | 229  | 56    | 47     | 4      | 18   | 3    | 40     | 19   | 19     |
| 2015 | 롯데   | 6.24       | 39   | 0    | 0    | 7  | 3  | 2  | 2  | 0.700 | 343  | 75    | 96     | 13     | 28   | 4    | 50     | 52   | 52     |
| 2016 | SK     | 5.92       | 23   | 0    | 0    | 1  | 1  | 0  | 4  | 0.500 | 105  | 24.1  | 29     | 4      | 9    | 0    | 19     | 16   | 16     |
| 2017 | 두산   | 4.96       | 69   | 0    | 0    | 7  | 4  | 0  | 11 | 0.636 | 304  | 69    | 86     | 6      | 17   | 6    | 41     | 38   | 38     |
| 2018 | 두산   | 3.46       | 55   | 0    | 0    | 3  | 4  | 3  | 11 | 0.429 | 242  | 54.2  | 54     | 6      | 23   | 5    | 34     | 26   | 21     |
| 2019 | 두산   | 3.07       | 55   | 0    | 0    | 3  | 3  | 3  | 7  | 0.500 | 250  | 58.2  | 57     | 1      | 16   | 2    | 46     | 24   | 20     |
| 통산 | 14시즌 | 4.42       | 565  | 0    | 0    | 44 | 50 | 30 | 73 | 0.468 | 3730 | 860   | 899    | 83     | 312  | 46   | 576    | 462  | 422    |